# Persone di cognome Marin
| Questa pagina contiene informazioni ricavate automaticamente dalle voci biografiche con l'ausilio del template Bio e di un bot. L'aggiornamento è periodico e automatico e ricostruisce completamente la pagina. Se manca una persona in questa lista, sei pregato di non aggiungerla, ma accertati piuttosto che la sua voce biografica contenga il template Bio e che i dati anagrafici siano correttamente compilati. Se il template Bio manca, inseriscilo tu stesso o, in alternativa, metti l'avviso {{tmp\|Bio}} che ne segnala la mancanza. Se i dati riportati sono sbagliati, correggi direttamente la voce biografica; le modifiche saranno visibili in questa lista entro pochi giorni. Per chiarimenti vedi il progetto antroponimi. La lista contiene solo le 51 persone che sono citate nell'enciclopedia e per le quali è stato implementato correttamente il template Bio. Pagina aggiornata al 23 apr 2025. |

Questa è una lista di persone presenti nell'enciclopedia che hanno il cognome Marin, suddivise per attività principale.

## Attori(5)
- Cheech Marin, attore, comico e cabarettista statunitense (Los Angeles, n. 1946)
- Christian Marin, attore francese (Lione, n. 1929 - Parigi, † 2012)
- Jacques Marin, attore francese (Parigi, n. 1919 - Cannes, † 2001)
- Jason Marin, attore statunitense (New York, n. 1974)
- Luciano Marin, attore italiano (Roma, n. 1931 - Roma, † 2019)

## Calciatori(11)
- Antonio Marin, calciatore croato (Zagabria, n. 2001)
- Giovanni Marin, ex calciatore italiano (Grado, n. 1934)
- Giovanni Marin, calciatore italiano (Milano, n. 1910)
- Lazar Marin, calciatore bulgaro (Săedinenie, n. 1994)
- Luka Marin, calciatore croato (Osijek, n. 1998)
- Marcus Marin, ex calciatore tedesco (Amburgo, n. 1966)
- Marius Marin, calciatore rumeno (Timișoara, n. 1998)
- Nicolas Marin, ex calciatore francese (Marsiglia, n. 1980)
- Pavel Marin, calciatore estone (Keila, n. 1995)
- Petre Marin, ex calciatore rumeno (Bucarest, n. 1973)
- Răzvan Marin, calciatore rumeno (Bucarest, n. 1996)

## Cestisti(2)
- Jack Marin, ex cestista statunitense (Sharon, n. 1944)
- Mauricio Marin, cestista tedesco (Berlino, n. 1994)

## Ciclisti su strada(2)
- Guglielmo Marin, ciclista su strada italiano (Monfumo, n. 1905 - Varese, † 1986)
- Matej Marin, ciclista su strada sloveno (Poetovio, n. 1980 - Wels, † 2021)

## Coreografe(1)
- Maguy Marin, coreografa e ballerina francese (Tolosa, n. 1951)

## Dirigenti sportivi(1)
- Maurizio Marin, dirigente sportivo e ex calciatore italiano (Bracciano, n. 1966)

## Filosofi(2)
- Giovanni Marin, filosofo, giurista e ambasciatore italiano (Venezia)
- Louis Marin, filosofo e storico francese (La Tronche, n. 1931 - Parigi, † 1992)

## Fumettisti(1)
- Claude Marin, fumettista francese (Châtenay-Malabry, n. 1931 - Clamart, † 2001)

## Funzionari(1)
- Carlo Marin, funzionario e poeta italiano (Muggia, n. 1773 - Mantova, † 1852)

## Giavellottiste(1)
- Elisabetta Marin, ex giavellottista italiana (Trieste, n. 1977)

## Imprenditori(1)
- Nolé Marin, imprenditore e editore statunitense (New York, n. 1969)

## Ingegneri(2)
- Guglielmo Marin, ingegnere italiano (Padova, n. 1855 - † 1920)
- Roberto Marin, ingegnere italiano (Padova, n. 1894 - Padova, † 1990)

## Militari(1)
- Angel Marin, militare e politico bulgaro (Batak, n. 1942 - Sofia, † 2024)

## Nobili(1)
- Giovan Battista Marin, nobile italiano (Corfù, n. 1777)

## Nuotatori(1)
- Luca Marin, ex nuotatore italiano (Vittoria, n. 1986)

## Patrioti(2)
- Giovanni Battista Marin, patriota italiano (Conegliano, n. 1833 - Torino, † 1893)
- Roberto Marin, patriota italiano (Rovolon, n. 1829 - † 1886)

## Pittori(1)
- John Marin, pittore statunitense (Rutherford, n. 1870 - Cliffside, † 1953)

## Poeti(1)
- Biagio Marin, poeta e scrittore italiano (Grado, n. 1891 - Grado, † 1985)

## Politici(2)
- Marco Marin, politico e ex schermidore italiano (Padova, n. 1963)
- Rosso Marin, politico e diplomatico italiano († 1423)

## Psicologhe(1)
- Raffaella Fiormaria Marin, psicologa e politica italiana (Grado, n. 1960)

## Registi(1)
- Edwin L. Marin, regista statunitense (Jersey City, n. 1899 - Los Angeles, † 1951)

## Rugbisti a 15(1)
- Leonardo Marin, rugbista a 15 italiano (Venezia, n. 2002)

## Scacchisti(1)
- Mihail Marin, scacchista rumeno (Bucarest, n. 1965)

## Schermidori(1)
- Cornel Marin, ex schermidore rumeno (Bucarest, n. 1953)

## Soprani(1)
- Liliana Marin, soprano moldava (Chișinău)

## Storici(1)
- Carlo Antonio Marin, storico italiano (Orzinuovi, n. 1745 - † 1815)

## Teologi(1)
- Domenico Marin, teologo italiano (Annone Veneto - Portogruaro, † 1633)

## Velocisti(1)
- Jacopo Marin, velocista italiano (n. 1984)

## Vescovi cattolici(1)
- Bernardino Marin, vescovo cattolico italiano (Clissa, n. 1739 - Treviso, † 1817)

## Senza attività specificata(2)
- Marilena Marin, ex politica italiana (Conegliano, n. 1947)
- Sanna Marin, ex politica finlandese (Helsinki, n. 1985)